# Wolfgang Pampel
Wolfgang Pampel (* 3. April 1945 in Leipzig) ist ein deutscher Schauspieler, Hörspielsprecher, Hörbuchsprecher, Sänger und Synchronsprecher. Er ist die deutsche Stimme von Harrison Ford und von Larry Hagman.

## Leben
Pampel wuchs in der DDR auf. Nach der Schule besuchte er die Theaterhochschule Hans Otto in Leipzig (Abschluss 1967). Er war als Theaterschauspieler in Düsseldorf, Berlin und Wien tätig. Außerdem trat er in verschiedenen DEFA-Filmen in Nebenrollen in Erscheinung.
Pampel spielte zunächst an einigen Bühnen in Leipzig. Anlässlich eines Gastspiels 1974 in Wiesbaden blieb er in der Bundesrepublik. 1976–1981 wirkte er am Schillertheater (u. a. 1976 in Betrachten Sie die Verhältnisse dieses Planeten von Bertolt Brecht, 1977 in Hedda Gabler, 1979 in Die Antigonä des Sophokles, 1981 in Lulu von Frank Wedekind) und am Schlossparktheater (u. a. 1976 in Der Verschwender, 1977 in Der Sturm, 1978 in Das Pariser Leben) und auch am Schauspielhaus Düsseldorf. Ab 1982 wirkt er in Wien, u. a. unter Claus Peymann am Burgtheater Wien (u. a. 1986 Die Steinheiligen) sowie am Theater an der Wien (u. a. 1988 Das Phantom der Oper, 1990 Freudiana, 1992 Elisabeth), Raimundtheater, Theater in der Josefstadt (u. a. 2010 Heldenplatz), Metropol und im Rabenhof sowie beim Musical Sommer Amstetten und am Salzburger Landestheater.
Im Jahr 1985 sah man ihn im Actionfilm Geheimcode: Wildgänse.
Pampel leiht seine markante Stimme als deutscher Standardsprecher den Schauspielern Larry Hagman und Harrison Ford. Dem von Harrison Ford verkörperten Indiana Jones lieh er auch die Stimme in mehreren Computerspielen von LucasArts; darunter in den Spielen Indiana Jones und der Turm von Babel, Indiana Jones und die Legende der Kaisergruft und Indiana Jones und der Stab der Könige. Daneben synchronisiert er unter anderem Michael Caine und Richard Chamberlain. Wie viele Synchronsprecher ist Pampel an Hörbuchproduktionen beteiligt, zuletzt an Sakrileg, Illuminati, Das verlorene Symbol, Inferno und Origin von Dan Brown sowie Feuermönche von James Rollins. Für das Hörbuch zu Browns Illuminati erhielt er 2009 Doppelplatin im (Hörbuch-Award). 2013 folgte Gold für Inferno im (Hörbuch-Award). 2015 wurde Sakrileg – The Da Vinci Code mit Platin im Hörbuch-Award prämiert. 2025 folgte Dan Brown – Origin: mit Gold im Hörbuch-Award. Bereits 2005 erhielt Pampel Gold für Sakrileg. Im Jahr 2009 übernahm er als Krankheitsvertretung von Joachim Kerzel für acht Folgen die Rolle des Erzählers in der Hörspielreihe Geisterjäger John Sinclair. Seit 2020 ist Pampel als Erzähler und gleichsam in der Titelrolle der Hörspielserie Howard Phillips Lovecraft – Chroniken des Grauens zu hören.
Er lebt in Wien und arbeitet z. B. auch für den ORF als Sprecher in Dokumentationen, Werbespots oder als Station-Voice.

## Filmografie

### Schauspieler
- 1969: Jungfer, Sie gefällt mir
- 1969: Nebelnacht
- 1970: Junge Frau von 1914 (Fernsehfilm)
- 1970: Unterwegs zu Lenin
- 1970: Die Prinzessin auf der Erbse (Fernsehfilm)
- 1972: Der Dritte
- 1973: Das zweite Leben des Friedrich Wilhelm Georg Platow
- 1981: Es geht seinen Gang oder Mühen in unserer Ebene (Fernsehfilm)
- 1981: Tatort: Peggy hat Angst (Fernsehreihe)
- 1984: Geheimcode: Wildgänse (Arcobaleno Selvaggio (Wild Rainbow))
- 1996: Alte Liebe – Neues Glück (Hofrat Geiger) (Fernsehfilm)
- 1997–2002: Medicopter 117 – Jedes Leben zählt (Sprecher) (Fernsehserie)
- 1999: Geliebte Gegner (Fernsehfilm)
- 2000: Die Ehre der Strizzis (Fernsehfilm)
- 2000: Probieren Sie’s mit einem Jüngeren (Fernsehfilm)
- 2009, 2010: SOKO Wien (Fernsehserie, zwei Folgen)
- 2010: Space Tours: Mission E.V.A.
- 2011: Mein bester Feind
- 2011: Der Wettbewerb (Fernsehfilm)
- 2012: Radio Silence – Der Tod hört mit
- 2013: Blutgletscher (Kino)

### Synchronsprecher (Auswahl)
Harrison Ford
- 1978: Krieg der Sterne als Han Solo
- 1978: Helden von Heute als Ken Boyd
- 1980: Das Imperium schlägt zurück als Han Solo
- 1981: Jäger des verlorenen Schatzes als Dr. Henry „Indiana“ Jones Jr.
- 1982: Blade Runner als Rick Deckard
- 1983: Die Rückkehr der Jedi-Ritter als Han Solo
- 1984: Indiana Jones und der Tempel des Todes als Dr. Henry „Indiana“ Jones Jr.
- 1985: Der einzige Zeuge als Det. Capt. John Book
- 1986: Mosquito Coast als Allie Fox
- 1988: Frantic als Dr. Richard Walker
- 1988: Die Waffen der Frauen als Jack Trainer
- 1989: Indiana Jones und der letzte Kreuzzug als Dr. Henry „Indiana“ Jones Jr.
- 1990: Aus Mangel an Beweisen als Rusty Sabich
- 1991: In Sachen Henry als Henry Turner
- 1992: Die Stunde der Patrioten als Jack Ryan
- 1993: Auf der Flucht als Dr. Richard Kimble
- 1994: Das Kartell als Jack Ryan
- 1995: Sabrina als Linus Larrabee
- 1997: Air Force One als Präsident James Marshall
- 1997: Vertrauter Feind als Tom O’Meara
- 1998: Sechs Tage, sieben Nächte als Quinn Harris
- 1999: Begegnung des Schicksals als Sgt. William ‘Dutch’ Van Den Broeck
- 2000: Schatten der Wahrheit als Dr. Norman Spencer
- 2002: K-19 – Showdown in der Tiefe als Alexei Vostrikov
- 2003: Hollywood Cops als Sgt. Joe Gavilan
- 2006: Firewall als Jack Stanfield
- 2008: Indiana Jones und das Königreich des Kristallschädels als Dr. Henry „Indiana“ Jones Jr.
- 2009: Crossing Over als Max Brogan
- 2010: Ausnahmesituation als Dr. Robert Stonehill
- 2011: Morning Glory als Mike Pomeroy
- 2011: Cowboys & Aliens als Woodrow Dolarhyde
- 2013: 42 – Die wahre Geschichte einer Sportlegende als Branch Rickey
- 2013: Anchorman – Die Legende kehrt zurück als Mack Tannen
- 2013: Ender’s Game – Das große Spiel als Colonel Graff
- 2013: Paranoia – Riskantes Spiel als Jock Goddard
- 2014: The Expendables 3 als Max Drummer
- 2015: Für immer Adaline als William Jones
- 2015: Star Wars: Das Erwachen der Macht als Han Solo
- 2016: Lego Star Wars: Das Erwachen der Macht als Han Solo
- 2017: Blade Runner 2049 als Rick Deckard
- 2019: Pets 2 als Rooster
- 2019: Star Wars: Der Aufstieg Skywalkers als Han Solo
- 2020: Ruf der Wildnis als John Thornton
- seit 2023: Shrinking als Dr. Paul Rhodes
- seit 2023: 1923 als Jacob Dutton
- 2023: Indiana Jones und das Rad des Schicksals als Dr. Henry „Indiana“ Jones Jr.
- 2025: Captain America: Brave New World als Präsident Thaddeus „Thunderbolt“ Ross / Red Hulk

Larry Hagman
- 1981–1991: Dallas als John Ross „J.R.“ Ewing, Jr.
- 1988–1993: Unter der Sonne Kaliforniens als John Ross „J.R.“ Ewing, Jr.
- 1991: Ein Schloß am Wörthersee als er selbst
- 1993: Alex III – Der Schnüffler mit der goldenen Nase als Alexander Hollingsworth III.
- 1995: Nixon als Jack Jones
- 1996: Dallas – J.R. kehrt zurück als John Ross „J.R.“ Ewing, Jr.
- 1998: Dallas – Kampf bis aufs Messer als John Ross „J.R.“ Ewing, Jr.
- 2007: Nip/Tuck – Schönheit hat ihren Preis als Burt Landau
- 2011: Desperate Housewives als Frank Kaminsky
- 2013: Dallas als John Ross „J.R.“ Ewing, Jr.

John Armstrong
- 2009: Indiana Jones und der Stab der Könige als Indiana Jones
- 2015: Star Wars Battlefront als Han Solo
- 2017: Star Wars Battlefront II als Han Solo

Filme
- 1941: Für Johnny Weissmuller in Tarzans geheimer Schatz als Tarzan (TV-Synchro)
- 1968: Für Paul Frees in Die Maus auf der Mayflower als William Bradford
- 1970: Für Marco Guglielmi in Nachtwächter, Dieb und Dienstmädchen als Franco
- 1972: Für Anatoli Solonizyn in Solaris als Sartorius
- 1977: Für Frank McHugh in Die wilden Zwanziger als Danny Green
- 1978: Für Patrick Allen in Die Wildgänse kommen als Rushton
- 1980: Für Tom Atkins in Der Weg zur Macht als Buck Buchanan
- 1980: Für Piotr Stanislas in Caligula und Messalina als Caliste
- 2002: Für Franco Nero in Die 8. Todsünde: Das Toskana-Karussell als Giuseppe Mantaldo
- 2014: Für Keith Ferguson in The LEGO Movie als Han Solo

Serien
- 1982: Für Richard Chamberlain in Shogun als John Blackthorne
- 2017: Für Kiff VandenHeuvel in Star Wars: Die Mächte des Schicksals als Han Solo

Videospiele
- 1999: Für Doug Lee in Indiana Jones und der Turm von Babel als Indiana Jones
- 2003: Für David Esch in Indiana Jones und die Legende der Kaisergruft als Indiana Jones

## Diskografie (Auswahl)
- 2007: Frederick Loewe: Brigadoon-My Fair Lady-Gigi-Camelot (mit Thomas Sigwald, Ute Gfrerer, Pavel Fieber, Wolfgang Pampel und Dagmar Hellberg, Rundfunkorchester des Südwestrundfunks Kaiserslautern)

## Hörspiele (Auswahl)
- 1969: Hans Christian Andersen: Der Schweinehirt (Prinz Rüdiger) (Rundfunk der DDR)[5]
- 1970: Hans-Ulrich Lüdemann: Prozeß ohne Urteil – Regie: Helmut Hellstorff (Rundfunk der DDR)[5]
- 1979: Abel Zomo-Bem: Die zerschlagene Form (König Minkoussé) – Regie: Manfred Marchfelder (RIAS Berlin)[5]
- 1999: Michael Esser: President in Space (Roy Burges) – Regie: Walter Adler (HR)[5]
- 2005: Jules Verne: In 80 Tagen um die Welt (Andrew Stuart) (in fünf Teilen) – Regie: Stefan Dutt (MDR) – 2006 auch als CD bei Der HörVerlag, ISBN 978-3-89940-941-3.[5]
- 2009: Die drei ???, Folge 134: Der tote Mönch als Anthony Hearst
- 2012–2014: Thrawn-Trilogie als Han Solo (Oliver Döring)
- 2013: Die drei ???, Folge 160: Geheimnisvolle Botschaften als Dr. Jones
- 2013: Gruselkabinett, Folge 77: Das Feuer von Asshurbanipal als Steve Clarney
- 2018 (Audible: 2020): Star Wars: Das Erwachen der Macht (Filmhörspiel), Walt Disney Records (Universal Music), als Han Solo
- ab 2020: Howard Phillips Lovecraft – Chroniken des Grauens in der Titelrolle der Reihe
- 2021: Die drei ???, Folge 212: und der weiße Leopard als Mr. Tyrone Galahad Fairfax

## Hörbücher (Auswahl)
- 2004: Dan Brown: Illuminati, Lübbe Audio & BookBeat, ISBN 978-3-7857-3174-1
- 2009: Jean-Christophe Grangé: Choral des Todes, Lübbe Audio, ISBN 978-3-7857-4151-1
- 2016: George Lucas (Ghostwriter: Alan Dean Foster): Star Wars – Episode IV – Eine neue Hoffnung, Random House Audio, ISBN 978-3-8371-3651-7 (Romanadaption)
- 2016: Donald F. Glut: Star Wars – Episode V – Das Imperium schlägt zurück, Random House Audio, ISBN 978-3-8371-3653-1 (Romanadaption)
- 2016: James Kahn: Star Wars – Episode VI – Die Rückkehr der Jedi-Ritter, Random House Audio, ISBN 978-3-8371-3655-5 (Romanadaption)
- 2017: Dan Brown: Origin, Lübbe Audio, ISBN 978-3-431-03999-3
- 2020: Markus Thiele: Echo des Schweigens, Benevento/Sony Music, 2020
- 2023: Arthur Conan Doyle & William K. Stewart: Sherlock Holmes und die ägyptische Mumie, Ignatius Hörbücher & Audible